# Adam Gocel

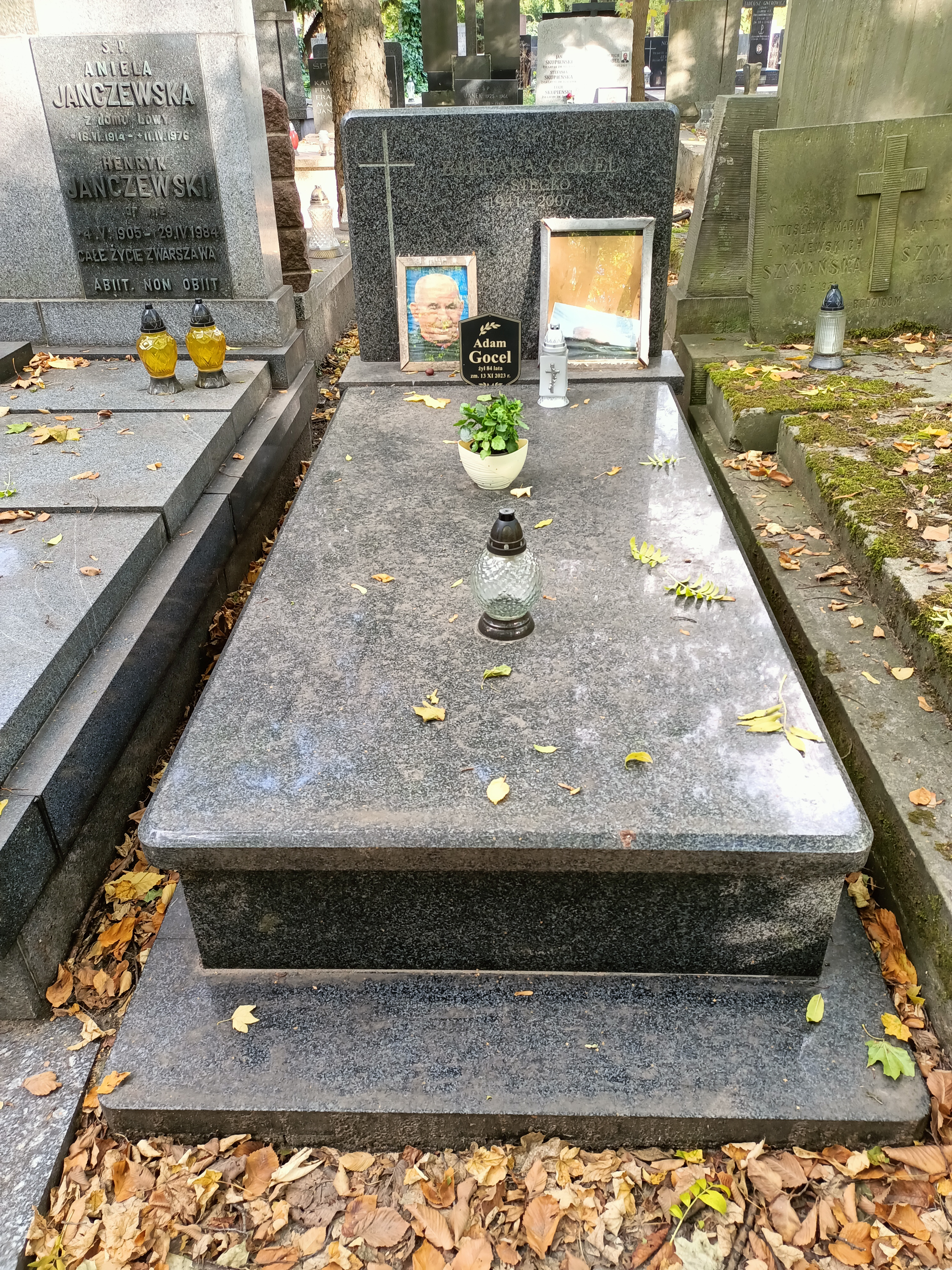
Grób Adama Gocela na Cmentarzu Powązkowskim w Warszawie

Adam Gocel (ur. 11 kwietnia 1939 w Radomiu, zm. 13 listopada 2023) – polski dziennikarz telewizyjny i radiowy, lekarz weterynarii i bioenergoterapeuta. Pomysłodawca i prowadzący program "Piłkarska kadra czeka".

## Życiorys
Absolwent IV Liceum Ogólnokształcącego im. Tytusa Chałubińskiego w Radomiu (1956), Wydziału Weterynarii Szkoły Głównej Gospodarstwa Wiejskiego w Warszawie (1963) oraz Studium Dziennikarskiego Uniwersytetu Warszawskiego (1969).
W latach 1963–1967 pracował jako weterynarz w Kielcach, Radomiu i Jedlińsku, w latach 1967-1977 jako dziennikarz w Polskim Radiu. Od czerwca 1977 do sierpnia 1980 roku przebywał w Maroku, gdzie był lekarzem weterynarii w tamtejszym Urzędzie ds. Rozwoju Rolnictwa. Od stycznia do sierpnia 1980 roku pełnił również funkcję trenera II-ligowej drużyny piłkarskiej Amhal Tiznit.
Po powrocie do Polski podjął pracę dziennikarską w redakcjach rolnych, a następnie sportowych Telewizji Polskiej oraz Polskiego Radia. W latach 80. XX wieku prowadził akcję oraz program telewizyjny "Piłkarska kadra czeka", w którym prezentował młodzież oraz drużyny piłkarskie z ośrodków wiejskich. W programie wystąpili m.in. Janusz Chomontek, Jerzy Brzęczek, Piotr Mosór i Rafał Niżnik. Za tę działalność w 1987 roku otrzymał "Złoty Ekran" - nagrodę przyznawaną przez tygodnik "Ekran". W 1998 roku został odznaczony francuskim Orderem Zasługi Rolniczej. W tym samym roku przeszedł na emeryturę.
W późniejszym okresie, po wypadku samochodowym uznał, że posiada zdolności bioenergoterapeutyczne. Z jego usług korzystali m.in. polscy piłkarze: Tomasz Frankowski, Jacek Krzynówek, Sławomir Peszko, Wojciech Kowalewski oraz Artur Sarnat. Praktykował m.in. hipnozę oraz reiki. Nigdy nie negował działania medycyny tradycyjnej.
Był również autorem reportaży i opowiadań, z czego kilka opublikowano w zbiorze "Portrety w marokańskim słońcu". W 2017 roku wydał książkę biograficzną "Moje trzecie życie".
W 1974 został odznaczony Złotym Krzyżem Zasługi, w 1985 Krzyżem Kawalerskim Orderu Odrodzenia Polski.